# Masteruppsats
En masteruppsats i Sverige, även kallad mast.-uppsats (E-uppsats), är ett självständigt, utredande forskningsarbete på högskolenivå som är en av förutsättningarna för att erhålla en masterexamen. 
En masteruppsats motsvarar 30 högskolepoäng, det vill säga 20 veckors heltidsstudier, på avancerad nivå och avslutas med att uppsatsen ventileras på ett seminarium. Uppsatsen skall visa på ett större teoretiskt djup, högre metodisk sofistikation, djupare grad av analytisk skärpa samt vara mer självständig och av större omfattning än en D-uppsats.